# Cecilia (Lied)
Cecilia ist ein im März 1970 veröffentlichter Folkrock-Song des amerikanischen Duos Simon & Garfunkel. Es war die dritte Singleauskopplung aus dem fünften Studioalbum Bridge over Troubled Water. 
Paul Simon komponierte die Gitarrenmelodie und schrieb den Text. Dieser handelt von einem Paar, das am Nachmittag Sex hat. Als der Mann sich danach im Bad das Gesicht wäscht und in sein Schlafzimmer zurückkommt, findet er seine Freundin Cecilia mit einer anderen Person im Bett vor. Namensgeberin des Liedes ist die heilige Cäcilia, die in der katholischen Kirche als Schutzpatronin der Kirchenmusik verehrt wird.
In den USA erreichte das Lied in den Billboard Hot 100-Charts den vierten Platz. In den Charts des Musikmagazins Cash Box setzte sich das Lied am 30. Mai 1970 an die Spitze. Mit 1.000.000 verkauften Singles wurde Cecilia von der Recording Industry Association of America (RIAA) am 12. Juni 1970 mit Gold ausgezeichnet.
Cecilia konnte in Kanada, Deutschland, Spanien und den Niederlanden den zweiten Platz, in der Schweiz und in Belgien den dritten Platz erreichen. Von dem Lied sind zahlreiche Coverversionen entstanden. Die Version des Sängers Suggs, die er zusammen mit dem Ragga-Duo Louchie Lou & Michie One veröffentlichte, erreichte 1996 in Großbritannien den vierten Platz und wurde für 200.000 verkaufte Singles am 1. Mai im gleichen Jahr mit Silber ausgezeichnet.

## Entstehungsgeschichte
Das Lied entstand nachts auf einer Party, an der Simon & Garfunkel mit Freunden teilnahmen. Der Rhythmus, der beim Klopfen auf einer Klavierbank entstand, wurde von Garfunkel, Simon und dessen jüngerem Bruder Eddie mit einem Sony-Tonbandgerät aufgenommen und mit Nachhall versehen. Somit war es möglich, den bei der Live-Aufnahme entstandenen Rhythmus mit dem nachhallenden Klang der Aufnahme abzugleichen. Ein gemeinsamer Freund spielte auf der Gitarre den Rhythmus mit und sang spontan „aahs“.
Simon bemerkte beim erneuten Anhören, wie mitreißend die Aufnahme war. Während er sie sich anhörte, komponierte er die Gitarrenmelodie. Der Groove in einem etwa einminütigen Abschnitt begeisterte Simon so sehr, dass er daraus gemeinsam mit dem Produzenten Roy Halee eine Schleife entwickelte, was zu Zeiten der analogen Aufnahme kein leichtes Unterfangen war. Weitere Elemente des Liedes wurden zu einem späteren Zeitpunkt in Los Angeles in dem Studio von Columbia Records an der Gower Street aufgenommen. Das Studio wird normalerweise zur Aufnahme von Streichinstrumenten genutzt. Simon & Garfunkel mischten den Klang von Drumsticks, die auf den Parkettboden des Studios fielen, in das Lied ein. Zudem spielte Simon auf einem Xylophon zufällige Noten, die in der endgültigen Version so stark komprimiert wurden, dass nicht hörbar war, ob sie richtig oder falsch gespielt wurden. Den Rhythmus spielte der Schlagzeuger der professionellen Studiomusikerkombo The Wrecking Crew Hal Blaine ein.

## Inhalt
Simon schlug vor, dass der Titel des Liedes sich auf die heilige Cäcilia beziehen solle, die als Schutzpatronin der Kirchenmusik verehrt wird. Somit könne das Lied auf die Frustration hinweisen, die beim Schreiben eines Liedes durch die flüchtigen Inspirationen entsteht. Zudem kann es die Launen des musikalischen Ruhmes thematisieren oder im erweiterten Sinne die Absurdität der Popkultur.
Im Allgemeinen wird das Lied als Klage über eine launische Liebhaberin betrachtet, die dem Sänger sowohl Qualen als auch Glücksgefühle bereitet. In dem Lied The Coast, das 1990 auf dem Solo-Album The Rhythm of the Saints erschienen ist, erwähnt Simon erneut die Heilige Cecilia: „A family of musicians took shelter for the night in the little harbor church of St. Cecilia.“ („Eine Musikerfamilie hat in der kleinen Hafenkirche St. Cecilia für die Nacht Unterschlupf gefunden.“)
Der Begriff „making love in the afternoon“ („Liebe am Nachmittag zu machen“) war eine der drastischsten Textzeilen aus Simons Liedern dieser Zeit. In der Dokumentation The Harmony Game beschreibt Simon, dass ihm ein kürzlich zurückgekehrter Kriegsveteran aus Vietnam begegnet sei. Der habe ihm erzählt, dass die Soldaten das Lied gehört hätten und den Text als ein Zeichen für die in der Zwischenzeit veränderten Sitten des Landes empfanden.
2008 wurde Simon von dem amerikanischen Comedian Stephen Colbert gefragt, warum der Protagonist des Liedes nach dem Liebesakt das Bett verlassen und sein Gesicht waschen musste. Simon antwortete darauf, dass die Geschichte in den 60er Jahren spiele und er sich nicht daran erinnern könne.

## Veröffentlichungen
Nach der Vorveröffentlichung des Liedes The Boxer schlugen Simon & Garfunkel im April 1969 Cecilia als erste echte Singleauskopplung aus dem Album Bridge over Troubled Water vor. Der Vorstand von Columbia Records Clive Davis überredete das Duo, den Titeltrack als erste Single zu veröffentlichten.
Das Lied war dreizehn Wochen in den Billboard Hot 100 platziert und erreichte den vierten Platz. In den Billboard Easy Listening Charts war Cecilia für vier Wochen gelistet und erreichte als höchste Position Platz 31. In Großbritannien konnte sich das Stück nicht in den Charts platzieren, obwohl das Lied der Nachfolger des Nummer-1-Hits Bridge over Troubled Water war. Die meisten Exemplare der in Großbritannien veröffentlichten Singles trugen den falsch geschriebenen Titel Cecelia. Trotzdem erhielt das Lied mit 200.000 verkauften Exemplaren Silber.

## Kommerzieller Erfolg

### Chartplatzierungen
| ChartsChartplatzierungen       | Höchstplatzierung | Wochen |
| ------------------------------ | ----------------- | ------ |
| Deutschland (GfK)              | 2 (20 Wo.)        | 20     |
| Österreich (Ö3)                | 6 (16 Wo.)        | 16     |
| Schweiz (IFPI)                 | 3 (14 Wo.)        | 14     |
| Vereinigte Staaten (Billboard) | 4 (13 Wo.)        | 13     |

| ChartsJahrescharts (1970)      | Platzierung |
| ------------------------------ | ----------- |
| Deutschland (GfK)              | 7           |
| Österreich (Ö3)                | 19          |
| Vereinigte Staaten (Billboard) | 49          |

| ChartsChartplatzierungen | Höchstplatzierung | Wochen |
| ------------------------ | ----------------- | ------ |
| Österreich (Ö3)          | 28 (5 Wo.)        | 5      |

### Auszeichnungen für Musikverkäufe
| Land/Region                  | Auszeichnungen für Musikverkäufe (Land/Region, Auszeichnung, Verkäufe) | Verkäufe  |
| ---------------------------- | ---------------------------------------------------------------------- | --------- |
| Neuseeland (RMNZ)            | 2× Platin                                                              | 60.000    |
| Vereinigte Staaten (RIAA)    | Gold                                                                   | 1.000.000 |
| Vereinigtes Königreich (BPI) | Platin                                                                 | 600.000   |
| Insgesamt                    | 1× Gold · 3× Platin ·                                                  | 1.660.000 |

Hauptartikel: Simon & Garfunkel/Auszeichnungen für Musikverkäufe

## Coverversionen
1970 veröffentlichte die britische Band Harmony Grass ihre Version des Liedes, die sich nicht in den Charts platzieren konnte. Im gleichen Jahr sang der französischsprechende Amerikaner Joe Dassin den Song in Französisch ein. Eine britische New-Wave-Band, wovon drei Mitglieder zu später gegründeten Gruppe 10cc gehörten, sowie der Herman’s-Hermits-Gitarrist Derek Leckenby coverten ebenfalls das Stück, ohne dass es für eine Chartplatzierung reichte.
Die deutsche Coverversion des Liedes sang Martin Mann. Eine weitere Version spielte 1971 das jugoslawische Akustik-Duo Vlada i Bajka ein. Eine Version von Smokey Robinson und seiner Band The Miracles erschien auf dem Album One Dozen Roses, das von Motown vertrieben wurde. Neben Cecilia veröffentlichte die Gruppe The Coolies neun weitere witzige Coverversionen von Simon & Garfunkel auf dem Album dig..?, das auf dem Label von Paul Simon erschien.
Im Juli 1988 erreichte die Version des kalifornischen Dance-Duos Times Two Platz 79 in den Billboard-Hot-100-Charts. Drei Jahre später erschien eine spanische Version des Duos Dúo Dinámico auf deren Album Tal cual. 1993 nahm die australische ABBA-Tribute-Band Björn Again das Stück für ihr Album Flashback auf. Als erfolgreichste Version gilt das Cover aus dem Jahr 1996 des Sängers Suggs mit dem Ragga-Duo Louchie Lou & Michie One. Das Lied, das auf seinem Debütalbum The Lone Ranger erschien, erreichte in Großbritannien Platz 4.
Der kanadische Gitarrist Jesse Cook hat zusammen mit dem Sänger Jeremy Fisher 2009 den Song für das Album The Rumba Foundation gecovert. Die Indie-Rockband Local Natives nahm ebenfalls das Lied in einer eigenen Version auf. Im August 2010 veröffentlichten die amerikanischen Celtic-Rocker Gaelic Storm Cecilia auf ihrem Album Cabbage. Für ihr Debütalbum Meet The Vamps adaptierten The Vamps 2014 das Lied unter dem Titel Oh Cecilia (Breaking My Heart). Ein Jahr später hat der Country- und Irishfolk-Sänger Derek Ryan den Song für das Album One Good Night aufgenommen. Im April 2011 wurde das Stück in der Show Late Night with Jimmy Fallon von Simon, Fallon und der Besetzung von Stomp aufgeführt. 

### Verwendungen in anderen Liedern
Im Lied Midlife Crisis der amerikanischen Musiker Faith No More, das auf dem Album Angel Dust 1992 erschien, wird ein Abschnitt des ersten Taktes als Teil der Percussion im ganzen Lied wiederholt. Die schwedische Popband Ace of Base veröffentlichte einen Europop-Song mit dem Titel Cecilia auf dem Album Flowers, der die Geschichte von Simons Figur fortsetzt. Die Sängerin Jenny Berggren eröffnet das Lied mit der Zeile „This is a song about a well-known Girl“ („Dies ist ein Lied über ein wohlbekanntes Mädchen“) und erzählt von Cecilias ununterbrochenem Hin und Her zwischen ihren Liebhabern.
Aufgrund ihrer Ähnlichkeiten mit Cecilia von Simon & Garfunkel wurde das Lied Some Nights von der amerikanischen Indie Pop-Gruppe fun bekannt.

## Sonstiges
Eine Anspielung auf die Anfangszeilen von "Cecilia" findet sich in der Folge "Zur richtigen Zeit am richtigen Ort" der Fernsehserie How I Met Your Mother, in der Marshall ein Diagramm mit zwei sich schneidenden Kreisen zeigt, von denen der eine mit "people who are breaking my heart", der zweite mit "people who are shaking my confidence daily" und die Schnittmenge mit "Cecilia" beschriftet ist. 